# Barbula anastomosans
Barbula anastomosans är en bladmossart som beskrevs av C. Müller 1879. Barbula anastomosans ingår i släktet neonmossor, och familjen Pottiaceae. Inga underarter finns listade i Catalogue of Life.